# Remmert–Steins sats
Inom komplex analys, en del av matematiken, är Remmert–Steins sats, introducerad av Reinhold Remmert och Karl Stein (1953), ett resultat som ger krav för slutna höljet av en analytisk mängd att vara analytisk.
Satsen säger att om F är en analytisk mängd med dimension mindre än k i någon komplex mångfald D, och M är en analytisk delmängd av D – F med alla komponenter av dimension minst k, då är slutna höljet av M antingen analytiskt eller innehåller F.
Kravet om dimensionerna är nödvändigt: exempelvis är mängden av punkter 1/n i komplexa planet analytisk i komplexa planet minus origo, men dess slutna hölje i komplexa planet är inte.